# 소켓 S1

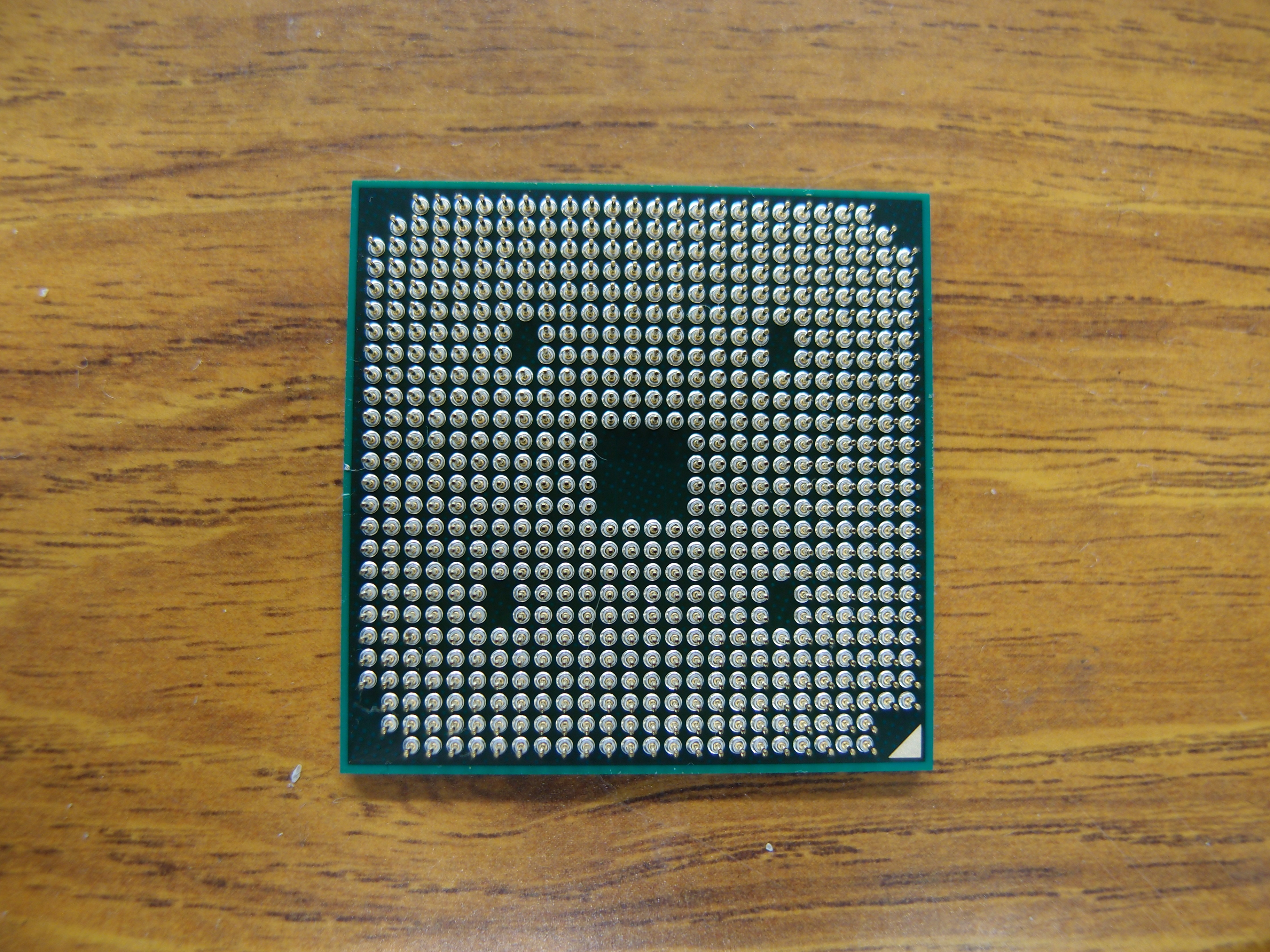
소켓 S1 레이아웃에 맞는 AMD Athlon II P320

소켓 S1은 AMD가 Turion 64, Athlon 64 Mobile, Phenom II Mobile 및 이후 Sempron 프로세서에 사용하는 CPU 소켓 유형으로, 2006년 5월 17일 듀얼 코어 Turion 64 X2 CPU와 함께 출시되었다.

## 기술 사양
소켓 S1은 638핀, 로우 프로파일, ZIF, 1.27mm 피치 소켓이다. 이는 모바일 컴퓨팅 부문(예: 노트북)의 기존 소켓 754와 microPGA 소켓 563 폼 팩터를 대체한다.
소켓 S1 CPU는 듀얼 채널 DDR2 SDRAM, 듀얼 코어 모바일 CPU 및 가상화 기술에 대한 지원을 포함할 수 있으며 모바일 인텔 코어 2 프로세서 시리즈와 경쟁할 수 있다.

## 같이 보기
- AMD 마이크로프로세서 목록